# اشنفتنبرگ، اتریش
اشنفتنبرگ  (به آلمانی: Senftenberg) یک منطقهٔ مسکونی در اتریش است که در ناحیه کرمس-لاند واقع شده‌است. اشنفتنبرگ  ۱٬۹۷۱ نفر جمعیت دارد.

## خواهرخوانده
شهر زنفتنبرگ خواهرخواندهٔ اشنفتنبرگ  هست.